# Tic tac (álbum de Enanitos Verdes)
Tic tac es el nombre del decimotercero y último álbum de estudio del grupo de rock argentino Enanitos Verdes, editado por Serafita Music Inc y que salió a la venta el 2 de abril de 2013. El primer corte de difusión de este álbum es "Besos violentos", en el que canta como figura invitada Cristian Castro; el segundo sencillo del álbum es "No me dejes caer", el cual fue lanzado el 18 de marzo de 2013.
Este fue el último álbum de Enanitos Verdes en el que participó el líder y vocalista de la banda Marciano Cantero antes de su muerte en 2022, nueve años después de lanzado el disco.

## Lista de canciones
| Tic Tac |                                         |                      |          |  |
| N.º     | Título                                  | Escritor(es)         | Duración |  |
| 1.      | «Mil caminos»                           | Staiti-Cantero       | 4:17     |  |
| 2.      | «No me dejes caer»                      | Ferra/Staiti-Cantero | 4:00     |  |
| 3.      | «Besos violentos» (con Cristian Castro) | Staiti-Cantero       | 3:22     |  |
| 4.      | «Cocktail»                              | Staiti-Cantero       | 4:41     |  |
| 5.      | «Guerra y carnaval»                     | Staiti-Cantero       | 3:46     |  |
| 6.      | «Badass»                                | Cantero-Matar-Staiti | 4:06     |  |
| 7.      | «Mayer»                                 | Staiti-Cantero       | 3:38     |  |
| 8.      | «Tic Tac»                               | Staiti-Cantero       | 3:57     |  |
| 9.      | «Indulgente»                            | Staiti-Cantero       | 3:13     |  |
| 10.     | «Rosita»                                | Staiti-Cantero       | 4:19     |  |
| 11.     | «Te pasa algo así»                      | Staiti-Cantero       | 4:12     |  |
| 12.     | «Pinceladas de color»                   | Staiti-Cantero       | 4:12     |  |